# Prêmio Inovações Edgar F. Codd SIGMOD
O Prêmio Inovações Edgar F. Codd SIGMOD (em inglês:  SIGMOD Edgar F. Codd Innovations Award) é um prêmio por conquistas de pesquisa em uma carreira, concedido pela Association for Computing Machinery Special Interest Group on Management of Data (SIGMOD), concedido "por contribuições inovativas e altamente significativas de valor duradouro para o desenvolvimento, entendimento ou uso de sistemas de banco de dados". É concedido desde 1992.

## Laureados
- 1992 Michael Stonebraker
- 1993 James Gray
- 1994 Phil Bernstein
- 1995 David DeWitt
- 1996 C. Mohan
- 1997 David Maier
- 1998 Serge Abiteboul
- 1999 Héctor García-Molina
- 2000 Rakesh Agrawal
- 2001 Rudolf Bayer
- 2002 Patricia Selinger
- 2003 Donald Chamberlin
- 2004 Ronald Fagin
- 2005 Michael Carey
- 2006 Jeffrey Ullman
- 2007 Jennifer Widom
- 2008 Moshe Vardi
- 2009 Masaru Kitsuregawa
- 2010 Umeshwar Dayal
- 2011 Surajit Chaudhuri